# Malezija
Malezija je država u jugoistočnoj Aziji. Malezija je federacija koja se sastoji od trinaest država i tri savezna teritorija. Južno kinesko more dijeli državu na dvije odvojene zemljopisne cjeline:
- Poluotok Malezija ili Zapadna Malezija, koja zauzima južni dio Malajskog poluotoka i graniči na sjeveru s Tajlandom, a na jugu sa Singapurom, s kojim je povezana mostom. Sastoji se od devet sultanata (Johor, Kedah, Kelantan, Negeri Sembilan, Pahang, Perak, Perlis, Selangor i Terengganu), dvije države koje vode guverneri (Malacca i Penang) te dva savezna teritorija (Putrajaya i Kuala Lumpur).
- Malezijski Borneo ili Istočna Malezija, koja obuhvaća sjeverozapadni dio otoka Borneo, a graniči s Indonezijom i sultanatom Brunej, kojeg u potpunosti okružuje. Sastoji se od dvije države (Sabah i Sarawak) te saveznog teritorija (Labuan).

Malezija je formalno nastala 16. rujna 1963. godine kada su se države Malajske Federacije, Sabah, Sarawak i Singapur sjedinile u Malezijsku federaciju, sporazumno s Velikom Britanijom, uz osudu Indonezije. Singapur je 1965. godine sporazumno napustio Federaciju kao nova nezavisna država.
Malezija je jedna od država osnivača ASEAN-a. Ostala je članicom Zajednice država (Commonwealtha).
Iako su Malajci dominantniji, malezijsko društvo je heterogeno, sa značajnim utjecajem indijske i kineske manjine.

## Zemljopis
Oba dijela zemlje imaju sličan reljef: niski obalni pojas, često močvaran, prelazi u unutrašnjosti u šumovita brda i planine, od kojih je najviša Kinabalu (4.095 m) na sjeveru Bornea. Klima je ekvatorijalna na jugu i monsunska na sjeveru.

## Povijest
Malaja je bila najbogatija britanska kolonija u Aziji, a više od 3/4 površine zapremala je gusta tropska prašuma. Sredinom 19. stoljeća računalo se da cijela Malaja nema više od 200 000 žitelja, a popis stanovništva 1911. godine zabilježio ih je 2 644 500 (od toga nešto više od 300 000 u Singapuru). Iz omjera broja muškaraca i žena vidi se u kojoj su mjeri to bili nedavni doseljenici: na 11 muškaraca dolazile bi 4 žene, a u Singapuru na 7 muškaraca 2 žene. Od 1911. do 1958. godine malajsko se pučanstvo utrostručilo. Kroz Singapur je prolazilo 75 % izravnoga malajskog uvoza i 67 % izvoza. Državni dohodak po glavi stanovnika bio je kasnih 1950-ih godina veći nego u Jugoslaviji, 280 američkih dolara godišnje. U koloniji je bilo, ne računajući vojna, više od 180 000 motornih vozila na 7 500 000 stanovnika. Bogatstvo su donosila drva kaučukovca, plantaže kokosa, palmi za ulje itd.
U sukobima Malajaca i Kineza između lipnja 1948. i 31. prosinca 1956. godine ubijeno je 6 215 pobunjenika, ranjeno još 2 724, zarobljeno 1 221, a predalo se vlastima 1 877. Od toga su više od 90 % bili Kinezi. U džungli je tada bilo preostalo još oko 3000 ljudi, a istodobno je stradalo oko 5 000 civila. Rat je stajao vladu Malaje, ne računajući daleko veće britanske izdatke, oko 150 000 000 malajskih dolara godišnje. U listopadu 1951. godine poginuo je engleski visoki povjerenik u Malaji sir Henry Gurney, a sigurnosne snage su 1956. godine ubile glavnog tajnika komunističke stranke Leonga Kuo te njegovu suprugu.
Prvo desetljeće nakon neovisnosti bilo je burno: etnički Malajci tražili su veći udio u gospodarstvu zemlje i smanjenje siromaštva u odnosu na bogatiju kinesku manjinu. Sukob je eskalirao 1969. godine međuetničkim nasiljem u kojem su uništene mnoge kineske tvrtke. U zemlji je uvedeno izvanredno stanje, koje traje do danas, i zabranjeno je otvoreno iskazivanje nezadovoljstva vladinom politikom. Nizom mjera uspjelo se poboljšati gospodarsku situaciju malajskog stanovništva.

## Državno uređenje
Malezija je federalna, ustavna, parlamentarna, izborna monarhija. Ustav je donesen 27. kolovoza 1957. godine, kao Ustav Federacije Malaje. Do danas Ustav je imao 42 amandmana.

### Vrhovni vladar
Državni glavar Malezije je Yang di-Pertuan Agong, što na malajskom znači Vrhovni vladar, a na Zapadu se obično prevodi i kao kralj. Kralj se bira na razdoblje od pet godina. Malezija je jedna od nekoliko izbornih monarhija na svijetu (uz Vatikan, Kambodžu i Kuvajt), ali jedina koja ima ograničeno vrijeme vladavine. Kralj se bira između devet nasljednih sultana koji se nalaze na čelu sultanata na Malajskom poluotoku, dok ostale države, kojima su na čelu guverneri, ne sudjeluju u izboru.
Yang di-Pertuan Agong ima uglavnom ceremonijalnu ulogu. Ustav propisuje da izvršnu vlast, koja je teoretski utjelovljena u monarhu, vrši Kabinet (vlada) na čelu koje je premijer, a koji je pak odgovoran Parlamentu.
Sadašnji, petnaesti Yang di-Pertuan Agong je sultan Muhammad V., sultan Kelatana. Njegova vladavina započela je 13. prosinca 2016. godine, nakon njegova izbora od strane Konferencije vladara. Službeno je ustoličen 24. travnja 2017. godine.

### Izvršna vlast
Izvršnu vlast obavlja Kabinet kojem je na čelu premijer (predsjednik vlade). Malezijski ustav propisuje da premijer (malajski Perdana Menteri) mora biti rođeni Maležanin, član Donjeg doma Parlamenta koji, prema mišljenju kralja, ima većinu u njemu. Njega formalno imenuje kralj. Prema članku 43. Ustava, ministri moraju biti članovi Parlamenta (Donjeg ili Gornjeg doma), a imenuje ih kralj, na prijedlog premijera: Kabinet je odgovoran Parlamentu.
Sadašnji i šesti premijer Malezije je Najib Tun Razak.

## Stanovništvo
Najbrojnija etnička grupa su Malajci koji su muslimani po vjeroispovjesti. Zajedno s domorodačkim narodima Istočne Malezije čine većinu stanovništva. Slijede Kinezi kojih ima oko 25 % i koji još uvijek imaju značajnu ulogu u gospodarskom životu. Indijaca ima oko 7 %.

## Religija
Državna religija je islam, 60 % stanovništava su muslimani. Po malezijskom Ustavu svi etnički Malezijci su rođenjem automatski muslimani, a prelazak na drugu religiju se kažnjava zatvorskom kaznom. Kinezi su većinom budisti 20 %, a oko 2,6 % su taoisti i konfucijasti. Kršćani (9 %) su zastupljeni u svim narodima, na istoku Malezije živi manjina kršćanskih Malezijaca, koji su u 16. stoljeću od Španjolaca prešli na kršćanstvo i ostali vjerni svojoj vjeri.

## Gospodarstvo
U posljednja tri desetljeća Malezija je doživjela gospodarsku preobrazbu zahvaljući velikim inozemnim ulaganjima (u proizvodnju elektroničkih uređaja, npr.) te nalazištima nafte. Danas spada u skupinu srednje razvijenih država s BDP-om od 10.500 USD po stanovniku mjereno po PPP-u u 2004. godine.

## Vanjske poveznice
Sestrinski projekti
|  | Zajednički poslužitelj ima stranicu o temi Malezija    |
|  | Zajednički poslužitelj ima još gradiva o temi Malezija |
|  | Wječnik ima rječničku natuknicu Malezija               |